# Torstensvik

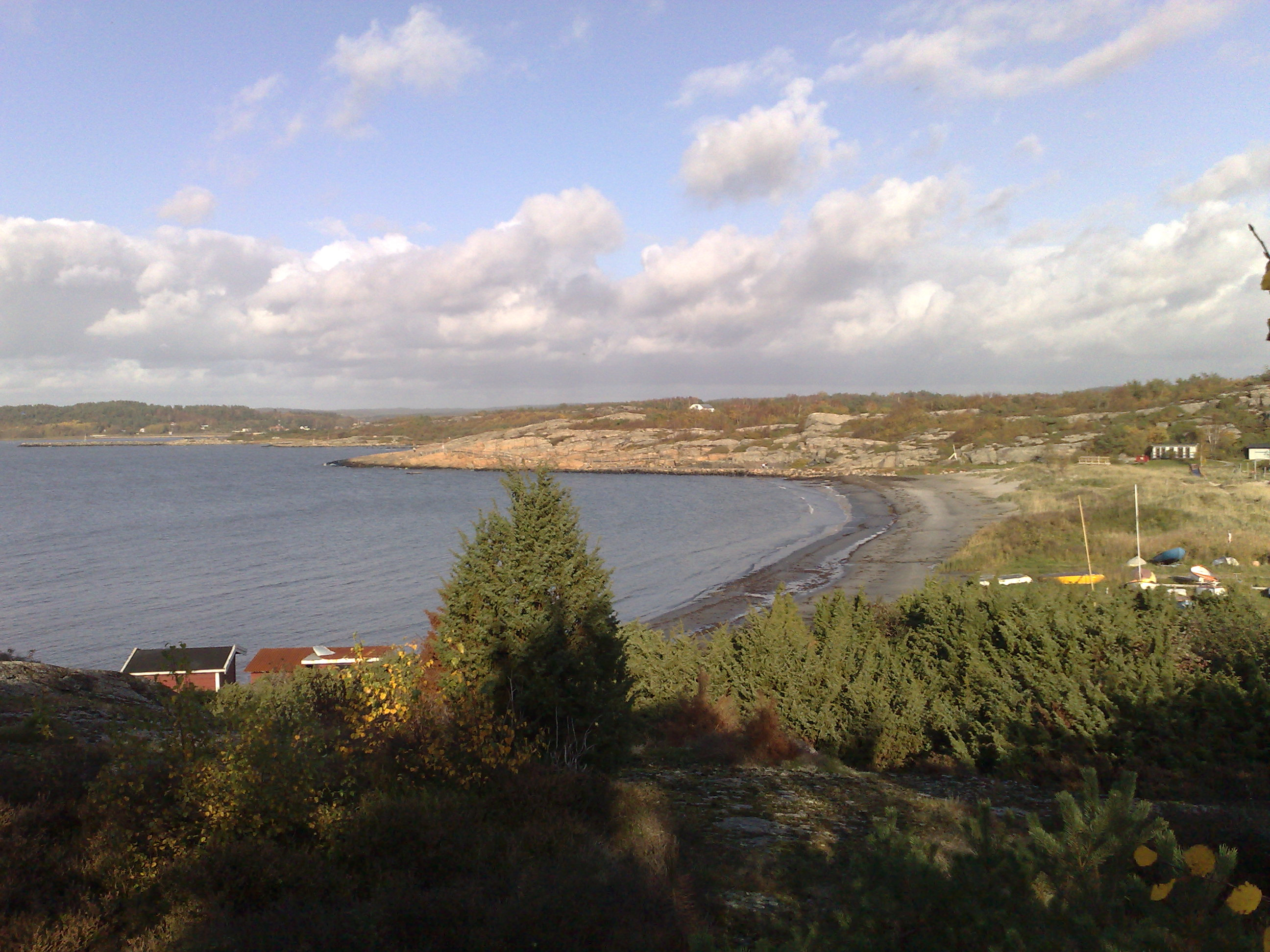
Torstensvik 2008

Torstensvik är en mindre vik av Kattegatt, en frekventerad badvik vid Frillesås i södra delen av Kungsbacka kommun. Från Frillesås centrumrondell vid Västkustvägen når man viken via Torstensviksvägen. Norr om Torstensvik, avskild av bergig udde, ligger 
Vallersvik. Torstensvik är numera även en bebyggelsedel inom Frillesås tätort med allt mera permanentbebyggelse.
SS Vendels seglarskola i Torstensvik har blivit mycket uppskattad genom åren och är en bidragande orsak till att stranden är välbesökt sommartid.